# برثولد من ريغنسبورغ
برثولد من ريغنسبورغ (بالألمانية: Berthold von Regensburg) (حوالي 1210 – 14 ديسمبر 1272 م) كان راهبًا فرنسيسكانيًا من دير ريغنسبورغ في القرن الثالث عشر الميلادي.

## السيرة الذاتية
ومن خلال المعرفة المعروضة في خطب برثولد، تفترض الموسوعة الكاثوليكية لعام 1913 م أن برثولد ربما دخل ديره في سن النضج، بعد أن تلقى تعليمًا كلاسيكيًا في شبابه. وبناءً على ذلك، تضع الموسوعة تاريخ ميلاده حوالي عام 1210 م، وأصله من عائلة ذي الطبقة المتوسطة ميسورة الحال من ريغنسبورغ تدعى عائلة ساكس. أول تاريخ ثابت عن حياة برثولد هو في عام 1246 م، عندما عينه المندوب البابوي هو وداود من أوغسبورغ كمفتشين لدير نيدرمونستر.
يُذكر نص من عام 1250 م كتبه هرمان من ألتاش أن سمعة برثولد في بافاريا باعتباره واعظًا. على مدى العقد والنصف التاليين، قام برثولد بالتبشير في جميع أنحاء وادي الراين، والألزاس وسويسرا، ثم شرقًا إلى النمسا، ومورافيا، وبوهيمية، وسيليزيا. وفي عام 1263 م، عيَّن البابا أوربان الرابع برثولد للتبشير بالحملة الصليبية، وتم تعيين ألبرت الكبير (ألبرتوس ماغنوس) مساعدًا له.
كان برثولد واعظًا مشهورًا بين عامة الناس، وكان يجذب حشودًا من المستمعين باستمرار، حيث وصل عددهم إلى 100 ألف مستمع. حتى في المناطق السلافية، حيث كان عليه أن يُعين مترجمًا، كان جمهوره في كثير من الأحيان أكبر عددًا من أن تتمكن الكنائس المحلية من استيعابه. ونتيجة لذلك، كان برثولد يخطب في الهواء الطلق في كثير من الأحيان؛ حيث كان يُخطب في «زيزفون برثولد»، في مدينة كلاتز (كلودزكو حاليًا)، كموقع متكرر لخطبه.
وفي عام 1270 م، عاد برثولد إلى مدينة ريغنسبورغ، حيث بقي هناك حتى وفاته في 14 ديسمبر 1272 م، وتم حفظ رفاته في الكاتدرائية في مدينة ريغنسبورغ.